# 天主教巴拉圭查科宗座代牧區
天主教巴拉圭查科宗座代牧區（拉丁語：Vicariatus Apostolicus Ciachensis in Paraquaria Natione）是巴拉圭一個羅馬天主教宗座代牧區，直屬教廷。
代牧區成立於1948年3月11日，位於上巴拉圭省，教座位於省會奧林波堡。2010年有教友24,500人（佔轄區總人口90.7%）、九個堂區、八名司鐸。目前宗座代牧之位處懸空狀態。